# Nikola III. Zrinski
Nikolaus III. Šubić von Zrin oder Nikolaus III. Zrinski (kroatisch Nikola III. Zrinski, ungarisch Zrínyi III. Miklós; * 1488 oder 1489 auf Burg Zrin (?); † 1534 ebenda) war ein kroatischer Hochadliger, Diplomat und Feldherr aus dem Hause Zrinski.

## Leben
Er wurde als Sohn von Petar II. Zrinski (ca. 1435–1493) und dessen Ehefrau Jelena geb. Babonić von Blagaj geboren. Als er noch ein kleiner Junge war, fiel sein Vater am 9. September 1493 in der Schlacht auf dem Krbava-Feld. Sein Sitz war die Burg Zrin, die etwa in der Mitte seines ausgedehnten Grundbesitzes um das Gebirge Zrinska gora in Zentralkroatien lag.
Nikolas Leben war durch kriegerische Auseinandersetzungen geprägt, denn der junge osmanische Sultan Süleyman I. drang mit seiner Armee nach Westen vor und eroberte in wenigen Jahren große Teile Kroatiens und Ungarns. Dies führte dazu, dass nach der Schlacht bei Mohács (1526) die kroatische Ständeversammlung (Sabor) in Cetingrad zusammentrat und am 1. Januar 1527 mit der Charta von Cetingrad Ferdinand I. von Habsburg (1503–1564), Erzherzog von Österreich, zum kroatischen König wählte. Zrinski spielte dabei eine entscheidende Rolle. Sein Siegel befindet sich auf der Charta, zusammen mit fünf anderen Siegeln der angesehensten kroatischen Hochadligen.
Zrinski hatte schon früher Kontakt zum Erzherzog, da Ferdinand die Verteidigung Kroatiens gegen die Osmanen finanziell unterstützte. Bekannt ist, dass Zrinski den Erzherzog am 22. Oktober 1524 in Wien besuchte. Dort vereinbarte er die Abtretung zweier seiner Festungen (Novigrad an der Una und Dobra Njiva) unter der Bedingung, dass sie eine österreichische Besatzung erhielten. Dazu gab der Habsburger dem Kroaten Mittel für eine aus 50 Kavalleristen bestehende Einheit. Damit wurde der Keim für die zukünftige Kroatische Militärgrenze gelegt.
Wie schon sein Vater Petar II. ließ Nikola am Anfang des 16. Jahrhunderts eigene Silbermünzen in der Burg Gvozdansko prägen. Dort besaß er Bergwerke, Silberhütten, Gießereien und eine Prägestätte, in der verschiedene Münzarten wie Taler, Denar, Filir oder Groschen geprägt wurden.
Nikola III. Zrinski starb 1534 und wurde in Zrin begraben, zu einer Zeit, als die osmanische Bedrohung immer größer wurde. Wenig später war seine Familie gezwungen, ihren alten Besitz zu verlassen und nach Nordwesten zu fliehen.

## Ehe und Nachkommen
Seine Ehefrau Jelena Zrinski geb. Karlović von Krbava aus dem Adelsgeschlecht Gusić gebar ihm sechs Kinder: Jelena, Margareta, Ivan I., Juraj III., Nikola IV. und Petar III. Sein Sohn Nikola IV. Zrinski, einer der berühmtesten Helden der kroatischen Geschichte, fiel 1566 bei der Belagerung von Szigetvár.